# Tex Gibbons
John Haskell Gibbons, detto Tex (Elk City, 7 ottobre 1907 – La Habra, 30 maggio 1984), è stato un cestista statunitense.

## Carriera
Vinse la medaglia d'oro con la nazionale di pallacanestro degli Stati Uniti alle Olimpiadi di Berlino 1936, giocando una partita.
Giocò nella AAU per diverse squadre, tra cui i McPherson Oilers.

## Palmarès
- Torneo Olimpico: 1
Stati Uniti: 1936